# Эмпузовые

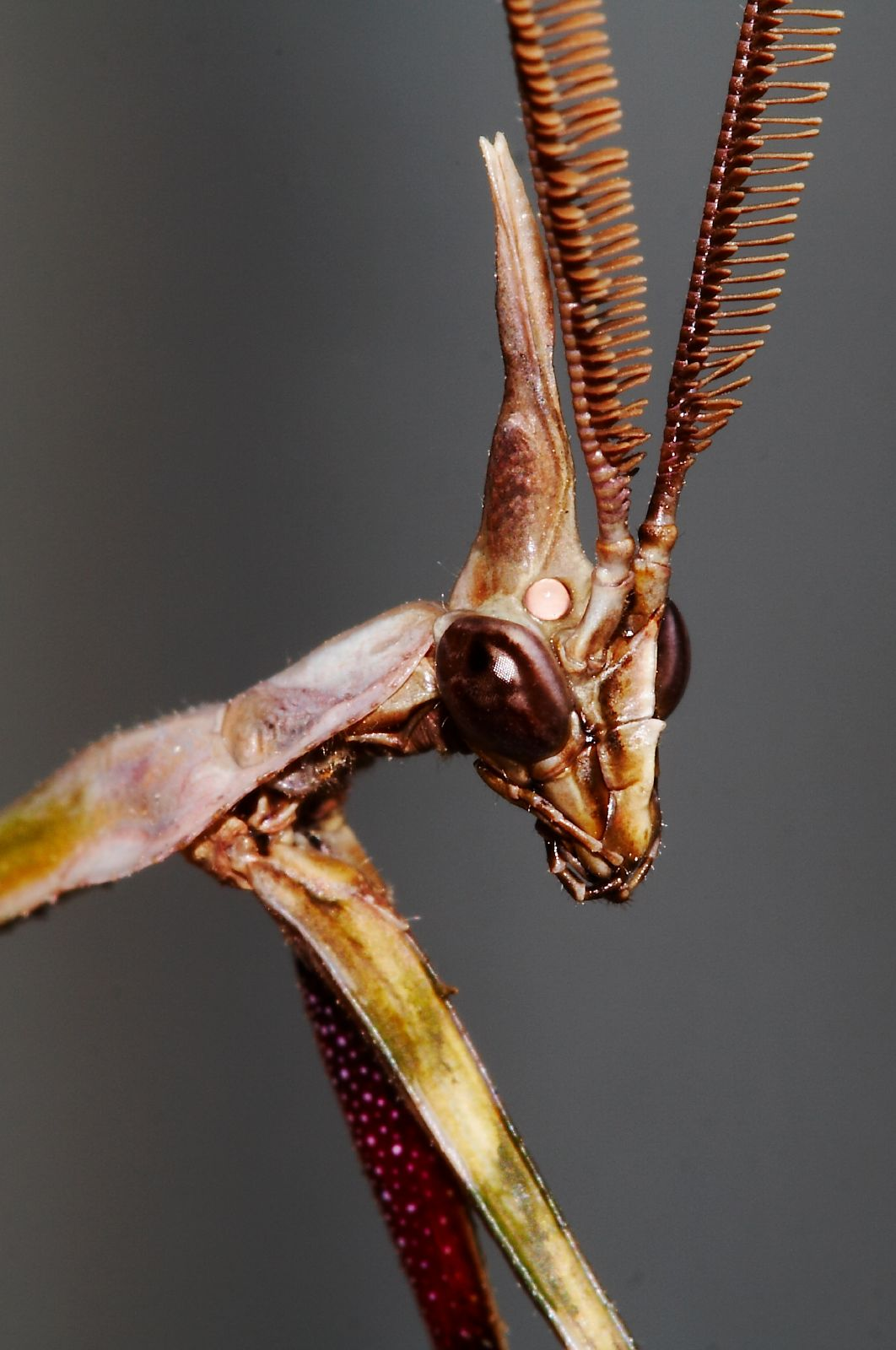
Гребенчатые усики самцов характерны для представителей семейства Empusidae (Empusa pennata)

Эмпузовые (лат. Empusidae) — семейство насекомых из отряда богомоловых (Mantodea). Около 10 родов.

## Описание
Вентромедиальные шипики передних бёдер разделены более длинными шипами на группы по 3 или 4 коротких шипа. Проторакс продольный (в несколько раз длиннее своей ширины). Усики самцов гребенчатые. Вершина головы имеет выступ. 
Встречаются в Азии, Африке, южной Европе и на Мадагаскаре.

## Классификация
На июнь 2019 года в семейство включают следующие роды с ареалами:
- Подсемейство Blepharodinae Beier, 1964
  - Blepharodes Bolivar, 1890 — Африка
  - Blepharopsis Rehn, 1902 — Азия, Африка, Европа (Кипр)
  - Idolomantis Uvarov, 1940 — Африка
- Подсемейство Empusinae Burmeister, 1838
  - Cephalomantis Gistel, 1856, nomen dubium

  - Триба Empusini
    - Dilatempusa Roy, 2004 — Африка
    - Empusa Illiger, 1798 — Азия, Африка, включая Мадагаскар, южная Европа
    - Gongylus Thunberg, 1815 — Азия
    - Hypsicorypha Krauss, 1892 — Азия, Африка

  - Триба Idolomorphini
    - Chopardempusa Paulian, 1958 — Мадагаскар
    - Hemiempusa Saussure & Zehntner, 1895 — Африка
    - Idolomorpha Burmeister, 1838 — Африка, включая Мадагаскар

### Виды Европы
В фауне южной Европы встречаются 5 видов из 3 родов.
- Blepharopsis mendica (Fabricius, 1775)
- Empusa fasciata Brullé, 1832
- Empusa pennata (Thunberg, 1815)
- Empusa pennicornis (Pallas, 1773)
- Hypsicorypha gracilis (Burmeister, 1838)